# Guerra de Iguape
A Guerra de Iguape foi um conflito travado entre os colonizadores portugueses recém-chegados à Capitania de São Vicente e um grupo de espanhóis, portugueses e indígenas liderados por Ruy Garcia de Mosquera.
Assim que Martim Afonso de Sousa partiu da sua capitania, um número de espanhóis advindos do Rio da Prata liderados por Mosquera rumou norte em direção a capitania de São Vicente e se assentou nas proximidades de Iguape junto do bacharel. Quando esses espanhóis foram convocados a se apresentar a vila de São Vicente. o bacharel atendeu ao pedido, mas Moschera não, dando início ao conflito.
Não é possível, devido a falta de documentos, precisar uma data para o início da guerra, mas sabe-se que ela iniciou com uma derrota portuguesa acachapante, resultando na invasão e saque da vila de São Vicente. No entanto, com o decorrer do conflito, os portugueses conseguiram arregimentar um número maior de soldados indígenas e expulsaram os espanhóis do litoral das capitanias de São Vicente e Sant'Ana por volta do ano de 1537.

## Antecedentes

### Expedição de Francisco de Chaves e Fundação de São Vicente
No dia 12 de agosto de 1531, depois de combater contrabandistas franceses ao norte da América portuguesa, Martim Afonso de Sousa atracou a sua esquadra perto do arquipélago de Cananeia e enviou Pedro Annes, piloto da expedição, para dentro do lagamar de Marataiama, e, cinco dias depois, o degredado português Bacharel de Cananeia, Francisco de Chaves e alguns castelhanos voltam a bordo. Eles, então, conversam com o capitão-mor e Chaves promete que, se lhe forem fornecidos os homens, ele voltaria dez meses depois com quatrocentos escravizados carregados de prata e ouro.
No dia 1 de setembro, Pero Lobo Pinheiro, um dos capitães da esquadra, parte com Francisco de Chaves e mais oitenta homens para o interior do continente, em uma expedição que nunca mais voltaria. Tendo sido, provavelmente, dizimada no caminho.
Martim Afonso de Sousa seguiu viagem em direção ao Rio da Prata, onde sofreu um naufrágio e percebeu que já estava muito além do Meridiano de Tordesilhas, o que o convenceu a retornar para a costa da sua capitania, onde fundou, no início de 1532, a vila de São Vicente.

### Chegada de Ruy Garcia de Mosquera
Ruy Garcia de Moschera, segundo Ruy Díaz de Gúzman, era um dos colonos deixados por Sebastião Caboto no forte do Espírito Santo, na margem do rio Paraná próximo a sua foz. Certo dia, enquanto Moschera e mais quarenta soldados saíram para conseguir mantimentos em um bergantim, o forte foi atacado por indígenas e destruído, obrigando o espanhol e seus soldados a deixar o local, no que acabaram chegando na capitania de São Vicente, se estabelecendo em Iguape. Os espanhóis passaram, algum tempo depois (cerca de dois anos, segundo Gúzman) a viver com Duarte Peres, e foram intimados, nessa mesma época, por Pero de Góis, capitão-mor de São Vicente, a se apresentarem a vila e jurarem lealdade a Portugal, ao seu rei, e a Martim Afonso de Sousa, donatário daquelas terras. Peres aceitou a intimação, mas Mosquera recusou, alegando que estava em possessões castelhanas, dando início ao conflito.

## Guerra

### Sequestro do navio francês

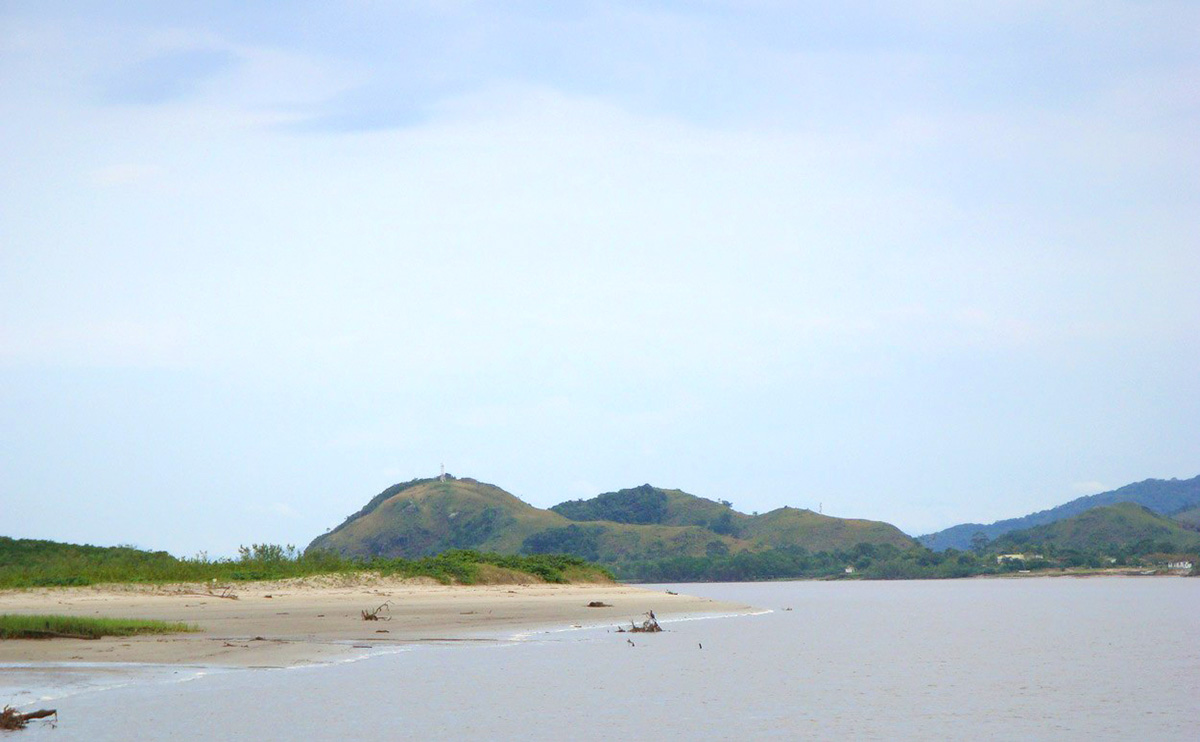
Outeiro do Bacharel visto da barra do Icapara.

Ficaram sabendo que Pero de Góis preparava uma expedição para forçar os espanhóis a se renderem. Duarte Peres em 1536, antes da iminência do ataque dos portugueses, com Mosquera, apoiados por duzentos índios armados com arcos e flechas, capturaram um navio corsário francês que pouco antes chegou a Cananéia em busca de mantimentos, apreendendo suas armas e munições. Ruy Díaz de Guzmán descreveu a captura do navio:
A partir dessas demandas e respostas houve uma grande insatisfação entre um e outro; E nesta altura um navio de corsários franceses chegou àquela costa, que chegou à Cananeia, entrou naquele porto, e os espanhóis avisados, resolveram atacar o navio, e viram desembarcar dois marinheiros, que tinham saltado para abastecer-se com os índios, numa noite muito escura cercaram o navio com muitas canoas e jangadas, nas quais iam mais de duzentos arqueiros, e levando consigo os dois marinheiros franceses, ordenaram-lhes que dissessem que vinham com refresco e comida, que tinham saído para olhar, e não havia necessidade de suspeitar, porque tudo estava muito quieto; Em seguida, aqueles que estavam no navio se protegeram e lançaram as cordas para eles, enquanto as canoas tinham tempo de chegar, e pegar as escadas para subir; e os castelhanos e índios saltando para dentro, de repente lutaram com os franceses, os renderam e levaram o navio com muitas armas e munições, e outras coisas que eles trouxeram, com cujo sucesso os espanhóis estavam muito bem equipados para qualquer evento.(...)

### Primeiro embate
Imediatamente mandaram cavar uma trincheira em frente ao povoado de Iguape, no pé do morro conhecido como Outeiro do Bacharel onde construíram o Entrincheiramento de Iguape, guarnecendo-a com quatro das peças de artilharia do navio francês. Em seguida, providenciaram para que vinte espanhóis e 150 indígenas fizessem uma emboscada no manguezal, na foz da barra de Icapara, à espera da força portuguesa. que foi recebida com fogo de artilharia. 
Os portugueses que sobreviveram foram obrigados a recuar e, durante a retirada, foram surpreendidos pelos espanhóis emboscados na boca da barra, onde a maioria foi morta, sendo Pero de Góis gravemente ferido no olho por um tiro de arcabuz.

### Saque de São Vicente e retirada
No dia seguinte, os espanhóis embarcaram no navio francês, precedido do navio de Pero de Góis, e atacaram de surpresa a vila de São Vicente, que ocuparam e saquearam, matando dois terços dos seus habitantes e deixando para trás quase tudo destruído. Após isso se retiraram da capitania e rumaram para o sul, no que foram perseguidos pelos portugueses liderados por Pero de Góis e Gonçalo Monteiro até, pelo menos, a Ilha de Santa Catarina, onde passaram alguns dias e se encontraram com Gonzalo de Mendoza, que vinha de ordens de seu irmão, Pedro de Mendoza, a procura de suprimentos para a recém-nascida colônia de Buenos Aires. Gonzalo encontrou Mosquera e os demais espanhóis, assim como alguns portugueses, e os trouxe de volta ao Rio da Prata.